# Савківка
Са́вківка — село в Україні, у Золотоніському районі Черкаської області. Входить до складу Чорнобаївської селищної громади.

## Населення

### Мовний склад
Рідна мова населення за даними перепису 2001 року:
| Мова       | Чисельність, осіб | Доля     |
| ---------- | ----------------- | -------- |
| Українська | 325               | 97,02 %  |
| Російська  | 10                | 2,98 %   |
| Разом      | 335               | 100,00 % |

## Відомі люди
- Яценко Володимир Федосійович (1915-2010) — художник.